# Exegetia crocea
Exegetia crocea är en fjärilsart som beskrevs av Braun 1918. Exegetia crocea ingår i släktet Exegetia och familjen rullvingemalar. Inga underarter finns listade i Catalogue of Life.